# Akatsuki (lớp tàu khu trục) (1931)
Lớp tàu khu trục Akatsuki (tiếng Nhật: 暁型駆逐艦, Akatsuki-gata kuchikukan) là một lớp bốn tàu khu trục hạng nhất của Hải quân Đế quốc Nhật Bản được chế tạo trong giai đoạn giữa hai cuộc thế chiến. Hầu như tương tự về kiểu dáng bên ngoài so với lớp Fubuki trước đó, nhiều tác giả đã xem chúng chỉ là một lớp phụ, một phần do bản thân Hải quân Nhật giữ bí mật về những sự cải tiến đã được thực hiện, và chưa bao giờ công bố bốn chiếc tàu khu trục này như một lớp tàu riêng biệt. Không nên nhầm lẫn lớp tàu khu trục này với lớp Akatsuki (1901) cũ hơn nhiều của giai đoạn Chiến tranh Nga-Nhật.

## Bối cảnh
Với những kinh nghiệm có được sau vài năm hoạt động cùng với lớp Fubuki, Bộ Tổng tham mưu Hải quân Đế quốc Nhật Bản đặt ra nhu cầu đóng thêm bốn "tàu khu trục đặc biệt" (tiếng Nhật: 特型 - Tokugata), có tốc độ tối đa 72 km/h (39 knot), có tầm hoạt động 7.400 km (4.000 hải lý) ở tốc độ đường trường 26 km/h (14 knot), và trang bị ngư lôi Kiểu 8. Những tàu khu trục này được dự định để hoạt động cùng loạt tàu tuần dương mới nhanh và mạnh mẽ vốn cũng đang được vạch kế hoạch, như một phần của chương trình có tham vọng cung cấp cho Hải quân Đế quốc Nhật Bản một ưu thế về chất lượng so với những tàu chiến hiện đại nhất của thế giới..

## Thiết kế
Những chiếc trong lớp Akatsuki có nồi hơi lớn hơn và ống khói phía trước hẹp hơn so với những chiếc Fubuki trước đó. Bên trong, số lượng nồi hơi được giảm từ bốn xuống còn ba, nhờ những cải tiến trong thiết kế nồi hơi và hiệu suất. Các cải tiến khác so với lớp Fubuki còn có ống phóng ngư lôi chống được mảnh đạn pháo, cho phép nạp lại được quả ngư lôi trong khi đang tác chiến, điều mà các tàu khu trục của Phương Tây thậm chí cho đến những năm 1990 vẫn chưa có.
Một số lượng lớn vũ khí kết hợp với một lườn tàu có trọng lượng rẽ nước nhỏ hơn so với thiết kế nguyên thủy đã đưa đến vấn đề về độ ổn định. Sau sự kiện Tomozuru, trong đó những thiết kế nặng bên trên của nhiều tàu chiến Nhật Bản được cho là nguyên nhân của việc mất ổn định và đưa đến vụ lật úp tàu, các thùng giữ thăng bằng được bổ sung. Trong sự kiện hạm đội 4, khi mà một cơn bão đã gây hư hại hầu như toàn bộ mọi tàu chiến của Hạm đội 4 Hải quân Đế quốc Nhật Bản, những vấn đề về sự chịu đựng theo chiều dọc lườn tàu của lớp Akatsuki bị phát hiện. Kết quả là, mọi con tàu trong lớp đều được tái cấu trúc trong những năm 1935-1937, và điều này đã làm tăng trọng lượng choán nước tiêu chuẩn thêm 2.050 tấn và hơn 2.400 tấn khi đầy tải. Việc tái cấu trúc cũng làm giảm tốc độ tối đa đôi chút.
Dàn pháo chính bao gồm sáu khẩu hải pháo 127 mm (5 inch)/50 caliber Kiểu 3, bố trí thành cặp trên ba tháp pháo chống thời tiết, chống mảnh đạn và kín hơi, vốn rất tiên tiến vào thời đó. Đạn pháo được cung cấp bằng cách nâng lên từ hầm đạn ngay bên dưới mỗi tháp pháo, nên có được tốc độ bắn nhanh hơn nhiều so với mọi tàu khu trục đương thời, tiêu biểu thường là được nạp đạn bằng tay. Tháp pháo có thể nâng lên đến góc 70°, làm cho chúng trở thành kiểu pháo đa dụng, đối phó được với mục tiêu trên biển lẫn trên không. Thoạt tiên chúng được trang bị ngư lôi Kiểu 8 bố trí trên ba ống phóng ba nòng; sau đó được thay thế trong giai đoạn Thế chiến II bằng loại ngư lôi Kiểu 93 "Long Lance" nổi tiếng vận hành bằng oxygen.

## Lịch sử hoạt động
Trong số 4 tàu khu trục thuộc lớp Akatsuki được hoàn tất, hầu hết đã bị mất trong tác chiến trong Chiến tranh Thế giới thứ hai; chỉ còn lại Hibiki sống sót qua cuộc chiến tranh, bị Hải quân Liên Xô tịch thu như một chiến lợi phẩm và tiếp tục sử dụng cho đến năm 1964.

## Những chiếc trong lớp
| Tên           | Đặt lườn            | Hạ thủy              | Hoàn tất             | Số phận                                                                                             |
| ------------- | ------------------- | -------------------- | -------------------- | --------------------------------------------------------------------------------------------------- |
| Akatsuki (暁) | 17 tháng 2 năm 1930 | 7 tháng 5 năm 1932   | 30 tháng 11 năm 1932 | Bị đánh chìm ngoài khơi Guadalcanal 09°17′N 159°56′Đ / 9,283°N 159,933°Đ, 13 tháng 11 năm 1942      |
| Inazuma (電)  | 7 tháng 3 năm 1930  | 25 tháng 2 năm 1932  | 15 tháng 11 năm 1932 | Bị đánh chìm do ngư lôi phía Tây Celebes 05°08′B 119°38′Đ / 5,133°B 119,633°Đ, 14 tháng 5 năm 1944  |
| Ikazuchi (雷) | 7 tháng 3 năm 1930  | 22 tháng 10 năm 1931 | 15 tháng 8 năm 1932  | Bị đánh chìm do ngư lôi phía Tây Guam 10°13′B 143°51′Đ / 10,217°B 143,85°Đ, 13 tháng 4 năm 1944     |
| Hibiki (響)   | 21 tháng 2 năm 1930 | 16 tháng 6 năm 1932  | 31 tháng 3 năm 1933  | Đầu hàng Đồng Minh 15 tháng 8 năm 1945; chiến lợi phẩm cho Liên Xô 5 tháng 7 năm 1947; tháo dỡ 1953 |